# Червоний оселедець

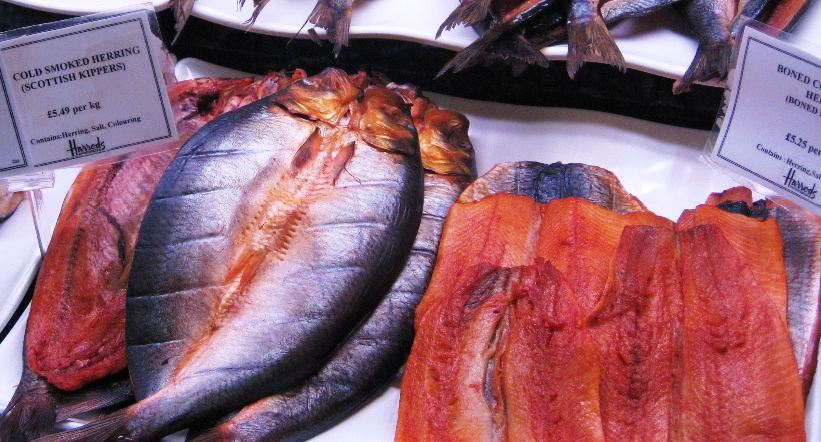
Оселедець холодного копчення, засолений і штучно фарбований до червоно-коричневого, i.e.(тобто), «червоний оселедець». До винайдення заморозки такий оселедець був відомий своїм міцним запахом. У 1807 William Cobbett описав, як за допомогою копченого оселедця (що має сильний запах) прокласти хибний слід під час тренування мисливських собак — апокрифічна історія, яка, можливо, й дала початок цій ідіомі.

Червоний оселедець (англ. red herring) — англійська ідіома, яка означає щось оманливе, що відволікає від дійсно важливого або просто реально обговорюваного питання. Це може бути або логічна хиба, або літературний засіб, що приводить читача або слухача до хибного висновку. Червоний оселедець можуть спеціально використовувати, як вигадку або, як частину стратегії риторики (до прикладу, на політичну тему), або несвідомо під час суперечки.
Термін популяризував у 1807 англійський полеміст Вільям Коббетт (William Cobbett), який розповів про те, як за допомогою копченого оселедця (який мав сильний запах), збив собак зі сліду зайця.

## Логічна хиба
Як неформальна логічна хиба, червоний оселедець належить до широкого класу хиб доречності. На відміну від опудала, яке спотворює позицію іншої сторони, червоний оселедець виглядає правдоподібною, проте зрештою оманливою, диверсійною тактикою. Згідно з Оксфордським словником англійської мови, червоний оселедець може бути навмисним чи ненавмисним; це не обов'язково свідома спроба збити на манівці.
Цей вираз переважно застосовують як заяву, що аргументація не доречна в даному питанні. Наприклад: «Я вважаю, ми повинні ввести суворіші вимоги до навчання для студентів. Я рекомендую вам підтримати це рішення, через нашу бюджетну кризу, а ми не хочемо, щоб це вплинуло на нашу платню.» Друге речення, не зважаючи на те, що має підтримати перше, не стосується запропонованої теми.

## Умисне застосування
У художній і науково-популярній літературі автор може умисно застосувати червоного оселедця, щоб навести на хибний хід думок, який приведе читача до хибних висновків. Приміром, персонаж єпископ Арінгароса (Aringarosa) в «Коді да Вінчі» Дена Брауна протягом більшої частини роману представлений так, наче він є центром церковних змов, але пізніше виявляється, що він був наївно обдурений. Ім'я персонажа — довільний італійський переклад виразу «червоний оселедець» (італ. aringa rosa; rosa означає «рожева», що дуже нагадує rossa — «червона»).
Червоного оселедця часто застосовують в юриспруденції для вивчення проблем, які відволікають студентів від правильного висновку щодо юридичного питання, як засіб для випробовування розуміння студентами основного закону та їхніх здібностей правильно розрізняти фактичний стан справ.

## Історія ідіоми
Щиро кажучи, не існує риби з назвою «червоний оселедець». Цим словом називають різну рибу (зокрема, з родини оселедцевих), добре витриману в розсолі та/чи сильно прокопчену. Цей процес надає рибі характерного пряного запаху, і, у разі застосування міцного розсолу, червонуватого кольору м'яса.
У своєму буквальному значенні сполучення відоме з середини XIII століття, бо трапляється в поемі The Treatise Вальтера Біббсвортського: «He eteþ no ffyssh But heryng red.» («Він не їсть іншої риби, окрім оселедця червоного»).
Аж до 2008 року вважалося, що переносний сенс виразу «red herring» походить від згаданої техніки натаскування нюху собак. Існують різні варіанти цієї історії, але згідно з одним з них, червоний оселедець з гострим запахом волокли по сліду, привчаючи цуценя відстежувати запах.

### Використання
Попри те, що Коббетт популяризував метафору, він не був першим, хто додумався застосувати червоний оселедець, щоб збити гінчаків зі сліду; на ранішу згадку можна натрапити в памфлеті Nashe's Lenten Stuffe, який у 1599 опублікував письменник єлизаветинської епохи Томас Неш, і в якому він написав: «Далі, ніщо не зрівняється зі шкірою червоного оселедця для привернення уваги гінчаків». «Оксфордський словник англійської мови» не пов'язує цитату Неша з метафоричним значенням червоного оселедця для відволікання від наміченої цілі, лише в буквальному сенсі щодо мисливських практик нацьковування собак на запах.
Використання оселедця, щоб збити зі сліду хортів було випробувано в 148 серії телешоу «Руйнівники міфів». Незважаючи на те, що хорт, якого обрали для випробування, зупинився з'їсти рибу й тимчасово втратив запах утікача, згодом він повернувся по сліду й відстежив ціль. У результаті цей міф за законами шоу було записано в «зруйновані».